# Gallendwergspanner
De gallendwergspanner (Eupithecia analoga) is een nachtvlinder uit de familie van de spanners (Geometridae). 

## Kenmerken
De voorvleugellengte bedraagt tussen de 9 en 11 mm. De vlinder heeft wittige vleugels met bruine dwarslijntjes en een duidelijke middenstip op de voorvleugels. Hij heeft vrij lange palpen. De soort lijkt sterk op de spardwergspanner, maar is duidelijk kleiner.

## Levenscyclus
De gallendwergspanner gebruikt spar als waardplanten, waar de rups leeft in en van galappeltjes die door bladluizen worden veroorzaakt. Ook de verpopping vindt daar plaats. De rups is te vinden van juni tot augustus. De soort overwintert als pop. Er is jaarlijks een generatie die vliegt van begin mei tot halverwege juli.

## Voorkomen
De soort komt verspreid van West-Europa tot de Oeral en Siberië voor.  Noordelijk tot boven de poolcirkel, zuidelijk tot en met de Alpen. De gallendwergspanner is in Nederland en België een zeer zeldzame soort. 